# Veliko ropsko jezero
Veliko ropsko jezero (engleski: Great Slave Lake, francuski: Grand lac des Esclaves) ili Veliko slavsko jezero je slatkovodno jezero na Sjeverozapadnom teritoriju Kanade, te najdublje jezero Sjeverne Amerike.

## Ime
Jezero je dobilo ime prema narodu Slavey (ili Slave) koji su prvobitno nastanjivali obalu jezera, međutim zbog engleske riječi slave koja označava roba, u hrvatskim izvorima je pogrešno prevedeno kao ropsko jezero, iako bi točniji prijevod bio Veliko slavsko jezero.
Krajem 2010.-ih godina, mnogim mjestima na Sjeverozapadnim teritorijima su promijenjena imena na domorodačke nazive za njih, te je isto predloženo i za Veliko ropsko jezero. Neka od predloženih imena su Tu Nedhé na jeziku Dene Soline i Tucho na jeziku Dehcho Dene.

## Geografske karakteristike
Površinom od 27,200 km² deseto je najveće svjetsko jezero, a najvećom dubinom od 614 metara najdublje jezero Sjeverne Amerike. Najviše vode dobiva iz pritoka Slave, Hay i Taltson, a odvodnjava ga rijeka Mackenzie koja se ulijeva u Boforovo more. Zapadna obala jezera je pošumljena, dok istočnu obalu i sjeverni rukavac prekriva tundra. Zajedno s Velikim medvjeđim i jezerom Athabasca ostatak je nekadašnjeg velikog ledenjačkog jezera McConnell. 

## Naselja
Veća naselja uz obale jezera su Yellowknife, Hay River, Behchokǫ̀, Fort Resolution, Łutselk'e, Hay River Reserve, Dettah i Ndilǫ. Jedina naselja na istočnoj obali su Łutselk'e koje nastanjuje pretežito narod Chipewyan, te napušteni zimski kamp Hudson Bay kompanije, Fort Reliance. Na južnoj obali nalazio se rudnik Pine Point, te istoimeno rudarsko naselje.

## Vanjske poveznice
- Great Slave Lake, Northwest Territories na portalu Encyclopedia_of_Earth (engl.)